# Молоди (Порховский район)
Молоди — деревня в восточной части Порховского района Псковской области. Входит в состав сельского поселения «Полонская волость».
Расположена в 11 км к северо-востоку от города Порхов и в 5 км к северо-востоку от волостного центра Полоное.
Численность населения составляет 12 жителей (2000 год).